# Patatabrava.com
Patatabrava.com va ser una xarxa social universitària fundada l'any 2002 per Oriol Solé, Andreu Caritg i Felip Gordillo, gestionada per l'empresa Patatabrava SL. La web va néixer a la Facultat de Periodisme de la Universitat Autònoma de Barcelona però es va expandir a tot el col·lectiu universitari espanyol. Podia ser consultada en català, castellà i gallec. L'objectiu del web era posar en contacte els universitaris i facilitar un mitjà de comunicació 2.0 que els permetés expressar-se, conèixer gent nova i estar en contacte amb companys de facultat i de la resta d'universitats de tot l'Estat. Per ajudar a l'estudiant comptava amb el recull d'apunts més gran a Internet, un espai on afegir recomanacions i Frases mítiques dels professors, fòrums i el Que corri la veu, un diari col·laboratiu. La web era coneguda per fer un Rànquing de professors universitaris.
La web celebrava també festes per donar la benvinguda al curs i celebrar el final dels exàmens. La festa Patatabrava omplia dos cops l'any (aproximadament a l'octubre i al març) la Sala Razzmatazz. Acostumava a ser la primera festa universitària dels que comencen estudis. La festa sempre es va celebrar a Barcelona, a excepció de la que va acollir la Sala Penélope a Madrid.

## Història
Va ser l'any 2004 quan la web es va estendre per tota la Universitat Autònoma de Barcelona i l'any següent per dotze universitats catalanes. Davant del creixement del projecte, els cofundadors van decidir fer un pas endavant i professionalitzar-lo, creant l'empresa que gestionaria el portal: Patatabrava, S.L.. Felip Gordillo abandonà el projecte i s'hi incorporà David Tardà com a tercer soci. L'any 2007 l'esforç comença a donar els seus fruits amb l'inici de la venda de publicitat en-línia. El projecte ingressa el Parc de Recerca de la UAB i es comença a pensar en l'expansió estatal.
Amb un creixement d'un 350%, Patatabrava arriba als més de 130.000 usuaris registrats l'any 2008. El projecte es consolida l'any 2010 ja expandit per totes les facultats d'Espanya, esdevenint la primera xarxa social universitària a nivell estatal. Amb més de 380.000 usuaris en l'actualitat, un de cada tres estudiants universitaris utilitzava Patatabrava.com per relacionar-se amb els seus companys d'universitat.
L'any 2018 la plataforma desapareix com a tal i s'integra dins del projecte Docsity.